# Zełenyj Jar (obwód kijowski)
Zełenyj Jar (ukr. Зелений Яр, do 2016 Żowtnewe, ukr. Жовтневе) – wieś na Ukrainie, w obwodzie kijowskim, w rejonie obuchowskim. W 2001 liczyła 509 mieszkańców, spośród których 500 wskazało jako ojczysty język ukraiński, a 9 rosyjski.